# Diocesi di Cinnaborio
La diocesi di Cinnaborio (in latino: Dioecesis Cinnaboriensis) è una sede soppressa del patriarcato di Costantinopoli e una sede titolare della Chiesa cattolica.

## Storia
Cinnaborio è un'antica sede episcopale della provincia romana della Frigia Salutare nella diocesi civile di Asia. Faceva parte del patriarcato di Costantinopoli ed era suffraganea dell'arcidiocesi di Sinnada.
La diocesi è documentata nelle Notitiae Episcopatuum del patriarcato di Costantinopoli fino al XII secolo.
Resta a tutt'oggi incerta la localizzazione esatta di questo vescovato. La scoperta di alcune iscrizioni, che hanno restituito i titoli di Kinnaboreus e di Kinnaboriates, porta a localizzare Cinnaborio a nord del lago di Eğirdir, nella piana di Karamik, presso Armudla o Geneli.
Sono due i vescovi noti di questa antica sede episcopale: al concilio di Calcedonia del 451 il metropolita Mariniano di Sinnada firmò gli atti al posto del vescovo assente, Otreio; Teofilatto prese parte al secondo concilio niceno del 787.
Dal 1933 Cinnaborio è annoverata tra le sedi vescovili titolari della Chiesa cattolica; il titolo finora non è mai stato assegnato.

## Cronotassi dei vescovi greci
- Otreio † (menzionato nel 451)
- Teofilatto † (menzionato nel 787)